# 沈阳广播电视台新闻综合广播
沈阳广播电视台新闻综合广播（沈阳之声）是沈阳广播电视台运营的一个广播新闻综合频率。该频率有效覆盖沈阳地区以及铁岭、抚顺、鞍山、辽阳、营口、锦州等周边地区，每天播出19小时。

## 主要栏目
- 市民您早

- 沈阳新闻

- 连心桥

- 卫生与生活

- 新闻点播

- 广播书场

- 整点播报

- 新闻聊天室

- 咱们老百姓

- 新生活百事通

- 龚波时间

- 金水说世界

- 新闻播客

- 评书连播

- 星光夜话

- 午夜港湾

- 钢铁是这样炼成的

## 播出频率
- 中波：AM792KHz
- 沈阳：FM104.5MHz
- 康平：FM107.0MHz
- 法库：FM92.4MHz（已停播，现转播中央人民广播电台中国之声）